# سرود ملی لبنان
کلنا للوطن للعلی للعلم (به معنی: «همه ما برای میهن، برای شکوه و برای پرچم») نام سرود ملی کشور لبنان است. متن سرود را رشید نخله سروده است و آهنگ آن را ودیع صبرا تهیه کرده‌است.

## متن سرود بهعربی
| كُلّنا لِلوَطَن للعلی للعلم     |  | ملئ عين الزّمن سيفنا والقلم  |
| سهلنا والجبل منبت للرجال   |  | قولنا والعمل فی سبيل الكمال |
| كُلّنا لِلوَطَن للعلی للعلم     |  |                             |
| كُلّنا لِلوَطَن                 |  |                             |
| شيخنا والفتی عند صوت الوطن |  | أسد غاب متی ساورتنا الفتن   |
| شرقنا قلبه أبداً لبنان      |  | صانه ربه لمدی الأزمان       |
| كُلّنا لِلوَطَن للعلی للعلم     |  |                             |
| كُلّنا لِلوَطَن                 |  |                             |
| بحره برّه دُرّة الشَرقين       |  | رِفدُهّ برّهُ مالئ القطبين       |
| إسمه عزّه منذ كان الجدود    |  | مجدُهُ أرزُهُ رمزُهُ للخلود       |
| كُلّنا لِلوَطَن للعلی للعلم     |  |                             |
| كُلّنا لِلوَطَن                 |  |                             |

## ترجمهٔ سرود بهفارسی
«همه ما برای میهن، پرچم و افتخارمان!
چشم عصور به شمشیر و قلم ما رشک می‌برد.
کوهستان و فراز و نشیب‌های میهن، مردانمان را تنومند و بیباک بار می‌آورد.
کردار و گفتار ما در راه رسیدن به کمال است.
همه ما برای میهن، پرچم و افتخارمان!
همه ما برای میهن!
پیر و جوان ما در انتظار فراخوان وطن است!
و در روز مبادا همچون شیر غرانند.
قلب شرقمان برای همیشه لبنان است
پروردگار برای ابد آن را محفوظ نگه‌دارد.
همه ما برای میهن، پرچم و افتخارمان!
همه ما برای میهن!
دریا و زمینش گوهر مشرق زمین‌اند.
کردار نیکش از شمال به جنوب زمین را فراگرفته‌است.
نام آن افتخارش بوده‌است از روز ازل؛نماد جاودانگی (سرو لبنان) افتخارش است.
همه ما برای میهن، پرچم و افتخارمان!
همه ما برای میهن!»